# Teru Hasegawa

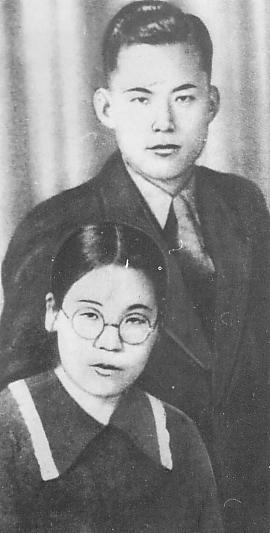
Liu Ren i Hasegawa Teru

Teru Hasegawa (jap. 長谷川テル Hasegawa Teru) (ur. 7 marca 1912 w Ōtsuki, zm. 14 stycznia 1947 w Jiamusi) – japońska esperantystka, znana także jako Verda Majo (zielony Maj) w kręgach esperanckich.

## Życiorys
Urodziła się 7 marca 1912 w Ōtsuki w Japonii. Z początku chciała zostać nauczycielką. Pomyślnie zdała egzamin wstępny na Uniwersytecie dla Kobiet w Tokio. Jednak prawdopodobnie po to, by uwolnić się od swojego surowego ojca, postanowiła studiować poza stolicą, w Pedagogicznym Uniwersytecie dla Kobiet w Nara.
Poprzez esperanto, którego zaczęła się uczyć w czerwcu 1932, nawiązała kontakt najpierw z lewicowymi miłośnikami literatury w Japonii, potem także z chińskimi esperantystami. W 1935 napisała artykuł do szanghajskiego magazynu La Mondo na temat stanu ruchu feministycznego, a zwłaszcza represji wobec kobiet w japońskim społeczeństwie. Rok później to samo czasopismo opublikowało jej artykuł o stanie literatury proletariackiej w Japonii. W 1932 została tymczasowo aresztowana za lewicowe poglądy i wydalona ze studiów. Hasegawa wróciła do Tokio i przygotowywała się do zawodu maszynistki. W 1935 roku dzięki wspólnemu zainteresowaniu esperanto i literaturą, poznała chińskiego studenta Liu Rena. Pobrali się potajemnie w 1936. W 1937 wyjechali do Szanghaju, który wkrótce potem został zaatakowany przez armię japońską. Ostro atakowała japoński rząd i popierała "słuszny opór" chińczyków. Pod koniec czerwca 1938 dołączyła do anty-japońskiego ruchu oporu w Wuhan, gdzie została prezenterką w Centralnej Stacji Radiowej, nadającej programy mających na celu podzielenie japońskiej armii. W lipcu 1940 została jedną z przywódców Antywojennej Rewolucyjnej Ligi Japończyków w Chinach. Z powodu wojny Hasegawa z mężem często zmieniali miejsce zamieszkania, pomagali im w tym inni esperantyści. Używając pseudonimu Verda Majo, regularnie pisała artykuły do magazynu Heroldo de Ĉinio. Przeżyła Wojnę chińsko-japońską i wraz z mężem i dwójką dzieci osiedliła się w Mandżurii. W trakcie ciąży z trzecim dzieckiem, Hasegawa dowiedziała się, że Liu Rena, jej mąż, miał już wcześniej żonę. Więc dokonała aborcji, której efektem było zakażenie. Zmarła 3 miesiące po aborcji, 10 stycznia 1947 w Jiamusi, na skutek choroby spowodowanej infekcją.

## Twórczość
- Adiaŭo en malfrua printempo, Budapeszt
- Historieto de japana literaturo, Osaka, 1952
- En Ĉinio batalanta, Osaka, 1954
- Flustr‘ el uragano, Osako, 1975 (przedruk oryginału z 1941)
- Verkoj de Verda Majo, Pekin, 1982
- Sawada Kazuko: Hasegawa, Teru, Osako, 2007